# Vaccinium chunii
Vaccinium chunii là một loài thực vật có hoa trong họ Thạch nam. Loài này được Merr. ex Sleumer miêu tả khoa học đầu tiên năm 1941.